# Dinastija Anjou-Plantagenet
Anjou-Plantagenet (ili samo Plantagenet) je ogranak starije francuske dinastije Anžuvinaca (Anjou) koja je u Engleskoj vladala od 1154. do 1485. godine. Nasljedili su normansku dinastiju koja je vladala Engleskom od sredine 11. stoljeća. Vladala je 331 godinu nad Engleskom sve dok je nije svrgnula velška dinastija Tudor, koja je time započela englesku renesansu te postala sinonim za mir i blagostanje u Engleskoj.

## Vladari Engleske (1154. – 1399.)
Nova grana stare franačke velikaške obitelji nastala je kada se Matilda, kći engleskog kralja Henrika I. Normanskog (1100. – 1135.) i udovica njemačkog cara Henrika V. Salijca († 1125.), preudala 1128. godine za grofa Gotfrida V. Anjoua-Plantageneta (eng. Geoffrey of Anjou-Plantagenet) († 1151.) s kojim je rodila sina Henrika. Godine 1050. nasljedio je od oca titulu normandskog vojvode, a nakon očeve smrti, godinu dana kasnije postao je i grof od Anjoua i Mainea.

### Henrik II. (1154. – 1189.)
Na temelju Wallingfordskog sporazuma, mladi normanski vojvoda postao je 1154. novi engleski kralj pod imenom Henrik II., nakon smrti dotadašnjeg vladara kralja Stjepana Bloisa. Tim događajem stupila je dinastija Anjou-Plantagenet na englesko prijestolje. 
Budući da je kralj Henrik II. bio oženjem Eleonorom Akvitanskom, rastavljenom ženom francuskog kralja Luja VII., uz svoje engleske posjede, Normandiju, grofoviju Anjoi i Maine, baštinio je od žene još i Akvitaniju (Poitou, Guyenne i Gascogne). Tako je kao feudalni gospodar imao u rukama polovicu Francuske, ali je bio vazal francuskog kralja.

### Rikard Lavljeg srca (1189. – 1199.)
Henrika II. nasljedio je stariji sin Rikard Lavljeg Srca. Rikard je svoj nadimak mogao zahvaliti činjenici što se odlikovao kao veliki vojskovođa i ratnik. Naime već je u dobi od 16 godina zapovjedao svojim postrojbama protiv pobuna protiv kralja, njegova oca. Tijekom svoje mladosti nije proveo puno vremena u Engleskoj, već po posjedima u Francuskoj. Bez obzira na tu odsutnost, njegovi su ga podanici oduvijek doživljavali kao pravog junaka.

### Ivan Bez Zemlje (1199. – 1216.):Velika povelja slobode
Nastavak dinastijske loze omogućio je Rikardov brat i nasljednik Ivan Bez Zemlje. Nadimak je dobio nakon što je izgubio Normandiju i posjede u Francuskoj koje je preuzeo francuski kralj Filip II. Engleski su ga baruni prisilili da donese 1215. godine "Veliku povelju slobode" (lat. Magna charta libertatum), koja je ograničavala kraljevu vlast i jamčila temeljne slobode podanicima. To je bio prvi korak prema Ustavu Ujedinjenog Kraljevstva. Ivan je imao dva sina: kralja Henrika i Rikarda Kornvalskog.

### Henrik III. (1216. – 1272.)
Henrik III. je zasjeo na prijestolje u dobi od devet godina tijekom dvogodišnjeg građanskog rata - nazivan Prvim barunskim ratom - u kojem su se sukobili buntovni velikaši pod vodstvom Roberta Fitzwaltera protiv kralja Ivana, Henrikova oca. Taj je pobuna bila rezultat Ivanovih katastrofalnih poraza u Francuskoj. Čak su se okrenuli sinu francuskog kralja Filipa II., da preuzme englesko prijestolje. Međutim, Lujeva krunidba se nikada nije održala. Henrikova je vojska porazila podivljake barune. Novi je kralj obećao držati se ovlasti koje su mu propisane Poveljom.
Za razliku od uobičajenih kraljeva, Henrik je odlučio vladati neposredno, bez prevelike pomoći ministara. Smanjio je putovanja na minimum. Također je bio poznat po svojoj dubokoj pobožnosti i očaranosti Eduardom III. Ispovjednikom. Čak ga je usvojio kao svog sveca zaštitnika.
Uvelike se oslanjao na diplomaciju pa je postigao savezništvo s Fridrikom II, carem Svetog Rimskog Carstva.
Godine 1258., Henrik je kao vladar postao izuzetno nepopularan zbog neuspješne vanjske politike. Pet godina kasnije, buntovan plemić, Simon de Montfort, izazvao je kraljev autoritet te započeo Drugi barunski rat. Henrik je uvjerio francuskog kralja Luja IX. da ga podrži poslanom vojskom u njegovo ime. Henrik je svejedno izgubio, bačen u zatočeništvo. Međutim, njegov je sin, Eduard, pobjegao i porazio Simona de Montforta. Oslobodio je svog oca. Ubrzo je nakon tog puča i umro, bez odmazde. Njegovu je osvetoljubivost ugasila Crkva, uvjerivši ga da to nije kvalitetno rješenje. Nakon njegove smrti postoje svjedočanstva o čudima oko njegovog groba koje je njegov sin Eduard odbacio. Međutim, nikada ga se nije kanoniziralo.

### Eduard I. Dugonogi (1272. – 1307.): pripojenje Walesa
Henrikov sin Eduard I. Dugonogi bio je jedan od moćnijih engleskih kraljeva i najuspješniji vladar iz dinastije Anjou-Plantagenet. Svoj nadimak duguje njegovoj nevjerojatnoj visini za to doba - 1.88 metara. Bio je temperamentan, zbog čega je bio i zastrašujuć svojim savjetnicima i podanicima.
Za vrijeme svoje vladavine pokorio je Wales (1284.) i pripojio ga engleskoj Kruni, a sina Eduarda je imenovao princom od Walesa, te je kasnije postala ustaljena praksa da engleski prijestolonasljednik nosi tu titulu. Izdao je dokument kojim je iz kraljevstva prognao sve Židove 1290. godine te je taj dokument vrijedio idućih 350 godina sve dok ga nije opozvao Oliver Cromwell 1657. godine te su se svi Židovi mogli vratiti u Englesku.

### Eduard. II. (1307. – 1327.): početak stagnacije dinastije
S Eduardovim sinom Eduardom II. započela je stagnacija vladavine kraljevske dinastije. Njegovi su problemi započinjali s problematičnim prijateljstvom s Piersom Gavestonom, čovjekom koji je njegov otac otjerao s dvora zbog lošeg utjecaja na princa. Do današnjih se dana špekuliralo je li bila riječ o homoseksualnom odnosu između dvojice mladića što ih je činilo toliko nerazdvojnim. Naime, nakon kraljevog vjenčanja s francuskom nevjestom, Izabelom Francuskom, sve je svadbene poklone darovao Gavestonu. Engleskom je plemstvu taj čovjek iznimno smetao.
Godine 1314. se nakon poraza u bitki kod Bannockburna morao odreći svih pretenzija na Škotsku, a imao je i unutarnjih političkih problema u zemlji. 
Godine 1326. dala ga je zarobiti supruga Izabela Francuska te ga je svrgnula s vlasti u korist sina Eduarda, a sljedeće ga je godine dala ubiti.

### Eduard III. (1327. – 1377.): zahtjev za francuskim prijestoljem, Stogodišnji rat
Kralj Eduard III. obnovio je posrnulu kraljevsku vlast, sredio državnu upravu i pridobio za sebe visoko plemstvo. Kada je 1328. godine smrću francuskog kralja Karlo IV.  (1322. – 1328.) izumrla izravna loza francuske dinastije Capet, Eduard III. je zatražio francusku krunu za sebe, jer je njegova majka bila Izabela bila francuska princeza iz dinastije Capet. Kako je, međutim, francusko plemstvo izabralo člana pobočne muške grane francuske dinastije, kralja Filipa VI. Valoisa (1328. – 1350.) došlo je do rata koji će postati poznat kao Stogodišnji rat (1337. – 1453.). Eduard je englesko kraljevstvo pretvorio u vojnu velesilu. Njegova 50-godišnja vladavina je tek druga najduža u srednjovjekovnoj Engleskoj. Razvio je zakonodavstvo i vladu te potaknuo evoluciju parlamentarizma.
Kako je naslijedio svog sina, Eduarda Crnog Kraljevića, godine 1377. Eduarda III., naslijedio je unuk Rikard II. (1377. – 1399.), Eduardov sin.

### Rikard II. (1377. – 1399.)
U dobi od 10 godina, Rikard je naslijedio svog djeda na engleskom prijestolju, tako da je na početku vladalo Regentsko vijeće, pod utjecajem njegovih stričeva, Johna od Gaunta i Thomasa od Woodstocka. U tom je povijesnom trenutku najveći problem u kraljevstvu bio Stogodišnji rat. Rikard nije imao dobre odnose s plemstvom. Posljednje dvije godine vladavine opisane su kao tiranija. Kada je 1399. godine, nakon smrti Johna od Gaunta, razbaštinio njegova sina i svog rođaka, Henryja Bolingbrokea - koji je u tom trenutku bio prognan iz Engleske - Henry se vratio u kraljevstvo s malim brojem vojnika koji se putem povećavao. Svrgnuo je Rikarda s vlasti te je samog sebe okrunio kao engleskog kralja.
Rikarda je navodno ostavio u tamnici da umre od gladi. Sudeći po Shakespeareovim dramama, poznati dramatičar iz elizabetinske ere smatra upravo taj sukob - Rikarda II. i Henrika IV. - uzrokom tridesetogodišnjeg dinastijskog rata između iste obitelji koja će rezultirati razdorom u čitavom kraljevstvu: Ratovi dviju ruža (Rat rođaka - tako nazivan od suvremenika tog rata).

## Vladavina ogranka Plantageneta -dinastija Lancaster

### Henrik IV. (1399. – 1413.)
Sin, Johna od Gaunta, trećeg sina Eduarda III., i Blanche, kćeri Henryja, vojvode od Lancastera, Henrik, bio je prvi engleski kralj u zadnjih 300 godina kojemu je materinji jezik bio engleski, a ne francuski. Kao samoproglašen kralj morao se suočiti s brojnim pobunama i izazovima.

### Henrik V. (1413. – 1422.)
Unatoč svojoj kratkovječnoj vladavini, Henrikovi vojni uspjesi u Stogodišnjem ratu je Englesku ponovno učinio vojnom velesilom u Europi. Ovjekovječen u Shakespearovoj Henrijadi, Henrik V. je poznat kao jedan od najvećih ratničkih kraljeva srednjovjekovne Engleske. Oženio je Katarinu Valoisku. Skoro svi njegovi potezi su upućivali na to da bi mogao ujediniti dva kraljevstva u sebi kao jedinstvenom vladaru. Međutim, rano je umro te ga je naslijedio njegov sin Henrik VI.

## Ratovi dviju ruža:LancasteriYork

### Henrik VI.
Henrik je jedini engleski monarh ikad okrunjen i kao francuski kralj - Henrik II. Međutim, zbog njegove sramežljivosti i nemoći, ubrzo će Engleska izgubiti sve svoje posjede u Francuskoj.
Henrik će tijekom svoje vladavine biti svrgnut dva puta zbog svoje psihičke nestabilnosti. Oženio se Margaretom Anžuvinskom koja mu je rodila sina, Eduarda od Westminstera. Tijekom svog kraljevanja Henriku će supruga biti glavni oslonac kroz sve političke (ne)prilike. Margareta se kao kraljica u političkim igrama donekle dobro snalazila gledajući kroz djetinjstvo, sve do svoje 15. godine, kako njezina majka vlada umjesto njezina oca. Henrik se nikada nije petljao u njezine razmirice s drugim plemićima oko političkih pitanja.
Henrikov rođak, Rikard, vojvoda od Yorka, u kratko je vrijeme postao iznimno popularan. Rikard se s Margaretom borio za prevlast u Engleskoj. Godine 1455. izbio je građanski sukob koji će biti prvi među mnogima tijekom Ratova dviju ruža. Vojvoda od Yorka će si nadjenuti ime Rikard Plantagenet u namjeri da preuzme englesko prijestolje sve dok ga kraljica Margareta ne da pogubiti.
Tijekom te anarhije, Henrikovu pokojnu polubratu po majčinoj liniji, Edmundu Tudoru, rodio se sin, Henrik Tudor, 1457. godine.
Godine 1461. svrgnut će ga s vlasti Rikardov najstariji sin, Eduard IV. Petogodišnji Henrik Tudor je smješten u skrb jednog od brojnih Eduardovih pristaša te je zadužen da malog Tudora odgoji kao plemićkog dječaka, unatoč tome što mu je novi kralj sve titule i imanja odavno oduzeo. Eduard IV. je planirao pomiriti i ponovno ujediniti Englesku, predstavivši se kao kralj dinastije York, pravih potomaka Plantageneta. Četiri godine kasnije, Eduard je Henrika VI. dao zatočiti u Londonskom tornju. 
Godine 1470., Henrik se vratio na tron, no nije trebalo dugo da ga Eduard opet smijeni. Međutim, ovaj put ga je i ubio. Bio je poznat citat o Henriku da je "gubio razum, dva kraljevstva i svog jedinog sina".

## Vladavina ogranka Plantageneta -dinastija York

### Eduard IV. (1461. – 1483.)
Nevjerojatnom visinom od 1.90 metara, neviđenom karizmom i uspješnim vojnim pohodima, mladi Eduard je brzo očarao svoje podanike. Tri mjeseca nakon očeve smrti, na bitci kod Towtona, 29. ožujka 1461. godine, porazio je vojsku dinastije Lancaster. Njegov rođak i mentor, Richard Neville, grof od Warwicka, bio je odan već Rikardu, Eduardovu ocu. Međutim, ispostavilo se da je Warwick dobar samo za to: osvajanje krune.
Dok mu je Warwick dogovarao politički podoban brak s nekom od nekih francuskih princeza, Eduard se zagledao u "najljepšu ženu na britanskom otočju", a to je bila pučanka, Elizabeta Woodville čiji je suprug poginuo u bitci protiv Eduarda. Ubrzo ju je oženio. 
Eduarda je zanimala kultura, povijest i umjetnost, tako da je njegov kraljevski dvor bio raskošan.
Pokušavajući spasiti financijsku situaciju u kraljevstvu, zadužio se u londonskoj podružnici banke Medici. Banka će do 1517. godine (vladavina Henrika VIII.) tražiti da joj se dug vrati sve dok ne objavi bankrot.
Tijekom njegove vladavine, mnogi će ga izazivati. Prvenstveno su to bili članovi obitelji. Eduard će prvo morati ubiti svog mentora, Warwicka, pa i svog brata Georgea. Nakon njegove iznenadne smrti, njegov brat Richard, vojvoda od Gloucestera, zadužen je kao lord protektor za svog nećaka, Eduardovog najstarijeg sina, Eduarda. Taj je potez pokazao političku naivnost Eduarda IV.

### Rikard III. (1483. – 1485.)
Umjesto da okruni svog nećaka, kako je trebao kao njegov zaštitnik i regent Engleske, Rikard je svog nećaka zatvorio u Londonski toranj dok ne pričeka krunidbu. Tamo je trebao boraviti zbog vlastite zaštite. Udovjela kraljica Elizabeta predosjetila je Rikardovu neiskrenost te se povukla u utočište sa svojom preostalom djecom.
Rikard je putem parlamenta proglasio svu djecu Eduarda IV. s Elizabetom Woodville nezakonitom i njihov brak ništavnim. Time je sebi stvorio put da postane engleski kralj. Elizabeta je bila prisiljena svog mlađeg sina, Rikarda, također prepustiti svom šurjaku. Rikard je završio kod svog brata "da mu pravi društvo".
Nakon što je postao kralj, na Rikardov je dvor bila pozvana i Elizabeta od Yorka, najstarija kći Eduarda IV. i Elizabete Woodville. Bila je lijepa i bistra te odgojena kao prava princeza. Govorkalo se o Rikardovim namjerama s nećakinjom u trenutku kada mu se supruga, Ana Neville (koja je ujedno bila kći Kraljotvorca), teško razboljela. No, Rikard je te glasine bijesno poricao.
U međuvremenu su prinčevi u Toweru nestali. O tome tko je naručio njihovo ubojstvo je dan danas misterij i velika rasprava. Budući da je Elizabeta od Yorka boravila na dvoru, ljudi su mislili da Elizabeta Woodville ne vjeruje da je Rikard ubio svoje nećake.
Elizabeta Woodville je u dogovoru s Margaretom Beaufort, dogovorila zaruke njihove djece: Elizabeta od Yorka i Henrik Tudor. Naime, bilo je samo pitanje vremena kada će Henrik doći u Englesku da izazove Rikarda za englesko prijestolje.
Rikard je među podanicima bio nepopularan zbog ophođenja s obitelji Woodville i potomcima Eduarda IV. Kasnije će njegove grijehe i "slavohleplje" ovjekovječiti William Shakespeare koji je nastavio tudorsku propagandu koju je o Rikardu davno prije njega započeo Thomas More.

### Bitka na Bosworthskom polju, 1485. godine
To je posljednja značajna bitka u Ratovima dviju ruža, 22. kolovoza 1485. godine. To je bio konačan sukob nakon 30 godina između dinastija York i Lancaster. Na strani Yorka je vodio Rikard, a na strani Lancaster Henrik. Rikard je na bojištu brutalno pretučen i ubijen. Time je Rikard III. posljednji engleski kralj koji je umro na ratištu, a Henrik VII. začetnik nove vladarske dinastije kao potomak Johna od Gaunta, vojvode od Lancastera. Oženivši Elizabetu od Yorka, ujedinio je dvije kuće i najavio englesku renesansu.

## Raspršeni članovi Plantageneta
Henriku VII. te njegovim nasljednicima, kao i čitavoj dinastiji Tudor, glavnu su prijetnju predstavljali preostali potomci Plantageneta. Tijekom vladavine Henrika VII. javio se više pretendenata i pobuna u ime nasljednika Yorka ili Plantageneta. Međutim, svi su bili dokazani lažljivci ili krvavo ugušeni. Međutim, razlozi tome bi isto mogao biti poticaj španjolskog kraljevskog para, koji nisu htjeli svoju kćer, Katarinu Aragonsku, udati za uzurpatora.
Kasnije je i njegov nasljednik, Henrik VIII., progonio potomke Plantageneta.
Neki od značajnijih potomaka su bila:
- Margareta od Yorka, vojvotkinja od Burgundije. Kći Rikarda Plantageneta, vojvode od Yorka, te sestra Eduarda IV. i Rikarda III.
- John de la Pole, vojvoda od Suffolka. Ubijen u bitci 1487. godine.
- Margareta Pole, grofica Salisbury. Kći Georgea, vojvode od Clarenca (brata Eduarda IV.) i Izabele Neville (kćeri Richarda Nevillea, Kraljotvorca). Nakon što je smakne Henrik VIII., proglašena je mučenicom Katoličke Crkve.
- Edward Plantagenet, grof od Warwicka. Mlađi brat Margarete Pole koji je ubijen 1499. godine.
- Reginald Pole. Darovit sin Margarete Pole kojem je Henrik VIII. financirao školovanje.
- Edward Courtenay. Potomak princeze Katarine od Yorka, sestre Elizabete od Yorka. Godine 1538. uhićen te je zatvoren 15 godina sve dok na prijestolje ne zasjedne Marija Tudor te ga 1553. godine pušta na slobodu.

## Popis vladara iz dinastije Anjou-Plantagenet

### Vladari iz dinastije Anjou-Plantagenet
- Henrik II. (1154. – 1189.)
- Rikard I. Lavljeg Srca (1189. – 1199.)
- Ivan Bez Zemlje (1199. – 1216.)
- Henrik III. (1216. – 1272.)
- Edvard I. Dugonogi (1272. – 1307.)
- Edvard II. (1307. – 1327.)
- Edvard III. (1327. – 1377.)
- Rikard II. (1377. – 1399.)

### Vladari iz pobočnih ogranaka dinastije Anjou-Plantagenet
- Henrik IV. (1399. – 1413.) (Lancaster)
- Henrik V. (1413. – 1422.) (Lancaster)
- Henrik VI. (1413. – 1461.) (Lancaster) - prvi put
- Edvard IV. (1461. – 1470.) (York) - prvi put
- Henrik VI. (1470. – 1471.) (Lancaster) - drugi put
- Edvard IV. (1471. – 1483.) (York) - drugi put
- Edvard V. (1483.) (York)
- Rikard III. (1483. – 1485.) (York)

## U popularnoj kulturi

### Shakespearove drame
Prvi koji je navedene vladare odlučio umjetnički ovjekovječiti bio je William Shakespeare koji je živio i stvarao u doba Elizabete I., posljednje kraljice dinastije Tudor.
- Kralj Ivan (King John). Povijesna drama o Ivanu Bez Zemlje.

- Henrik VI. napisao je tri predstave poznate kao Henrijada.
- Rikard III., prikazavši ga okrutnim i licemjernim.

Tetralogija o dinastiji Lancaster:
- Rikard II. (King Richard II)
- Henrik IV. predstave u dva dijela.
- Henrik V.

### Televizijske ekranizacije
Philippa Gregory je svojim povijesno-fikcijskim uspješnicama The White Queen, The White Princess, The Spanish Princess i The Kingmaket's Daughter, kao i The King's Curse, popularizirala srednjovjekovnu povijest Engleske, prvenstveno Ratove dviju ruža. Ubrzo su se ekranizirale te se obrađuju sljedeći vladari (iz pretežno ženske perspektive):
- Henrik VI.
- Eduard IV.
- Eduard V.
- Rikard III.

Poslije njih u konačnici obrađuje uspon dinastije Tudor te njihove prve vladare, Henrika VII. i njegovog sina, Henrika VIII.

### Film
Poznati film, The King, obrađuje uspon Henrika V. te njegov kompleksan odnos s ocem, Henrikom IV. U vodećim ulogama su Timothy Chalamet i Robert Pattinson.

## Vanjske poveznice
|  | Zajednički poslužitelj ima još gradiva o temi Dinastija Anjou-Plantagenet |

- Anjou-Plantagenet - Hrvatska opća enciklopedija
- Anjou-Plantagenet Proleksis enciklopedija
- House of Plantagenet Britannica (engl.)